# Przygody Elektronika
Przygody Elektronika (ros. Приключения Электроника) – radziecki film muzyczny dla dzieci i młodzieży z elementami SF, w reżyserii Konstantina Bromberga. Film składa się z trzech odcinków: 1. Ucieczka (Побег), 2. Tajemnica szóstej „B” (Тайна 6 „Б“) oraz 3. Chłopiec i pies (Мальчик с собакой). Premiera filmu w Związku Radzieckim miała miejsce 2 maja 1980 roku.

## Fabuła
Radziecki naukowiec, profesor Gromow, stworzył androida, któremu nadał imię Elektronik (Elik). Za wzór wyglądu i twarzy robota posłużyło mu zdjęcie z pewnego czasopisma chłopca o imieniu Sierioża. Elik potrafi grać w szachy, znikać i pojawiać się w innym miejscu oraz rozwiązywać różne zadania matematyczne. Z biegiem czasu okazuje się, że ma też pewne oczekiwania od życia: „chce być człowiekiem”. Rozczarowany wyjaśnieniami profesora, że to niemożliwe, postanawia od niego uciec. Spotyka swego sobowtóra, Sieriożę Syrojeżkina. Siergiej jest słabym uczniem. Gdy uświadamia sobie, jak bardzo on i Elik są do siebie podobni oraz jakie zdolności posiada Elektronik, prosi go, by ten chodził za niego do szkoły i w ten sposób poprawił jego wyniki. Tymczasem Elektronikiem interesuje się pewna grupa przestępcza, której przewodzi niejaki Stamp. Chce on wykorzystać robota do własnych celów przestępczych. Elika tropi wysłany przez Stampa członek jego gangu – Urri.
Elik zastępuje Sieriożę w szkole a także w domu. Poznaje przyjaciół Sierioży, którzy dostrzegają zmiany w zachowaniu kolegi, ale nie zdają sobie sprawy z tego, kim naprawdę jest „Sierioża”. Nie dostrzegają tego również nauczyciele. Elik zaczyna być bardzo lubiany przez wszystkich. Staje się duszą towarzystwa. Sierioża, widząc to, zaczyna być zazdrosny o przyjaciół i ujawnia się.
Później Elik zostaje uprowadzony przez Urriego i przekazany w ręce organizacji przestępczej kierowanej przez Stampa. Ten wykorzystuje go do kradzieży dzieł sztuki. Na pomoc Elikowi wyrusza wysłany przez przyjaciół Elika stworzony przez niego robot – pies rasy airedale terrier o imieniu Ressi (Рэсси). W międzyczasie nauczyciele poznają prawdę o zamianie i teraz Sierioża musi zdawać egzaminy ze wszystkich przedmiotów, by udokumentować swoją wiedzę.
Z biegiem czasu Elektronik uwalnia się z rąk przestępców i wraca do przyjaciół.

## Obsada
- Jurij Torsujew(inne języki) – Siergiej Syrojeżkin
- Władimir Torsujew(inne języki) – Elektronik
- Nikołaj Grińko – profesor Gromow
- Jelizawieta Nikiszczichina(inne języki) – asystentka profesora Gromowa
- Wasilij Skromny(inne języki)  – Makar Gusiew
- Jewgienij Liwszyc – Cziżykow
- Maksim Kalinin(inne języki) – Korolkow
- Walerija Sołujan – Kukuszkina
- Oksana Fandera – uczennica
- Władimir Basow – Stamp
- Nikołaj Karaczencow – Urri
- Jewgienij Wiesnik – Siemion Nikołajewicz („Taratar Taratarycz”)